# Suberitida
Suberitida (лат.) — отряд морских губок из класса обыкновенных губок (Demospongiae). Они лишены микросклероцитов, то есть мельчайших спикул. Suberitida включает три семейства и 26 родов, распространённых по всему миру, но преимущественно в умеренных и полярных водах. Известны как современные, так и ископаемые представители отряда.

## Семейства
По состоянию на август 2023 года признаны следующие 3 семейства:
- Halichondriidae Gray, 1867
- Stylocordylidae Topsent, 1892
- Suberitidae Schmidt, 1870